# 見える歴史
『見える歴史』（みえるれきし）は、2008年3月31日から2012年3月14日までNHK教育テレビジョンで放送されていた小学校6年生向けの学校放送（教科：社会科）である。

## 概要
毎回様々な時代のエピソードを、コンピュータグラフィックスによる再現映像で分かりやすく紹介していた番組。歴史解説VTR以外のパートには人形劇を取り入れていた。
番組は2007年8月6日と8月7日にパイロット版を放送した後、2008年3月にレギュラー放送を開始した。

## 放送時間
いずれも日本標準時、別の時間帯での再放送あり。
| 期間                          | 放送時間                                                     |
| ----------------------------- | ------------------------------------------------------------ |
| 2008年3月31日 - 2008年9月22日 | 月曜日 19:40 - 19:55 2009年3月30日からは再放送枠として使用。 |
| 2008年10月7日 - 2009年3月10日 | 火曜日 10:45 - 11:00 2008年9月30日までは再放送枠だった。     |
| 2009年4月7日 - 2011年3月8日   | 火曜日 10:15 - 10:30                                         |
| 2011年4月6日 - 2012年3月14日  | 水曜日 10:00 - 10:15                                         |

## 登場人物
ジョーモン
声 - 緒形拳
縄文時代から様々な出来事を目にしてきた縄文杉のキャラクター。原理は不明だが、みらいと話をすることができる。また、目が光る。
後期には声を担当していた緒形の病死により、森の中に佇んではいるものの喋らなくなった。
みらい
声 - ベッキー
知りたがり屋の少女。ひょんなことから森の中でジョーモンと知り合いになり、以来彼から日本の歴史を教わっている。
小学6年生、12歳。服の色は緑色か黄色。どんぐりのペンダントや勾玉のペンダントを身につけている。趣味は読書。
とびマル
声 - 水田わさび
クイズが好きな男の子。タイムトンネルに住んでいる。名前の由来は、時空の中を飛びまわるから「とびマル」。
このキャラクターの造形は籔内佐斗司が担当。担当声優については明らかにされていないが、NHKの公式サイトでドラえもんに似ているという意見・噂があると紹介されている。
オキナ
声 - 津川雅彦
ミミズクのキャラクター。よく「ホッホー」と鳴いている。
後期にはジョーモンに代わって進行役を務めていた。
ナレーション
声 - 濱中博久

## 放送リスト

### 歴史編
| 回     | タイトル                         | サブタイトル                 |
| ------ | -------------------------------- | ---------------------------- |
| 第1回  | はるか昔の人々                   | 縄文・弥生のくらし           |
| 第2回  | 卑弥呼                           | 古墳の誕生と広がり           |
| 第3回  | 聖徳太子                         | 新しい国のしくみを作る       |
| 第4回  | 聖武天皇・行基                   | 大仏はなぜ作られたか         |
| 第5回  | 紫式部                           | 源氏物語の誕生               |
| 第6回  | 平清盛                           | 貴族の頂点に立った‘武士’     |
| 第7回  | 源頼朝                           | ご恩と奉公                   |
| 第8回  | 北条時宗                         | 元の大軍にどう立ち向かったか |
| 第9回  | 足利義満・義政                   | 今に伝わる室町文化           |
| 第10回 | 世阿弥・雪舟                     | 室町時代・二人の天才         |
| 第11回 | 織田信長                         | 戦国時代・天下統一への‘夢’   |
| 第12回 | 豊臣秀吉                         | 天下統一の実現へ             |
| 第13回 | 徳川家康                         | 江戸をつくった将軍           |
| 第14回 | 徳川家光                         | 江戸幕府・三代将軍           |
| 第15回 | 近松門左衛門                     | 町人の心をとらえた芝居       |
| 第16回 | 杉田玄白・本居宣長               | 江戸時代の科学               |
| 第17回 | 伊能忠敬                         | 歩いて作った日本地図         |
| 第18回 | ペリー                           | 開国をせまった‘黒船’         |
| 第19回 | 坂本龍馬                         | 幕末・日本を動かした男       |
| 第20回 | 西郷隆盛・大久保利通             | 明治・新しい国づくり         |
| 第21回 | 福沢諭吉                         | 文明開化                     |
| 第22回 | 伊藤博文・板垣退助               | 憲法と国会のはじまり         |
| 第23回 | 陸奥宗光                         | 世界と対等な国へ             |
| 第24回 | 津田梅子                         | 明治・女性の新しい生き方     |
| 第25回 | 北里柴三郎・野口英世             | 世界で活躍した医学者         |
| 第26回 | 戦争を生きた人々                 | 太平洋戦争                   |
| 第27回 | 生まれ変わった日本               | 敗戦からどう立ち直ったか     |
| 第28回 | 日本は世界とどうつながってきたか | 外交の歴史                   |
| 第29回 | 人々のくらしはどう変わってきたか | 生活の歴史                   |

### 公民編
| 回     | タイトル     | サブタイトル           |
| ------ | ------------ | ---------------------- |
| 第30回 | 国会のしくみ | 法律はどう決められるか |
| 第31回 | くらしと行政 | 税金はどう使われるか   |
| 第32回 | 裁判のしくみ | 国民の権利を守る       |

### 世界編
| 回     | タイトル       | サブタイトル         |
| ------ | -------------- | -------------------- |
| 第33回 | 世界の人々     | 子どものくらしと社会 |
| 第34回 | 国際社会と日本 | 国連とNGOの役割      |

### 歴史編2
| 回     | タイトル               | サブタイトル             |
| ------ | ---------------------- | ------------------------ |
| 第35回 | 鑑真                   | 海を渡ってきた中国の僧   |
| 第36回 | フランシスコ・ザビエル | キリスト教を伝えた宣教師 |
| 第37回 | 歌川広重               | 時代を描いた浮世絵師     |
| 第38回 | 夏目漱石・樋口一葉     | 明治が生んだ文学者       |
| 第39回 | 日本の文化 (1)         | 未来に残す世界遺産       |
| 第40回 | 日本の文化 (2)         | 今に伝わる伝統芸能       |

## 関連書籍
- NHK教育テレビ 見える歴史 第1巻 縄文時代〜奈良時代（2009年5月、監修：酒寄雅志、著：NHK「見える歴史」取材班、発行：中経出版、ISBN 978-4-8061-3357-5）[6]